# Paranesaulax gracilis
Paranesaulax gracilis är en stekelart som först beskrevs av Szepligeti 1900.  Paranesaulax gracilis ingår i släktet Paranesaulax och familjen bracksteklar. Inga underarter finns listade i Catalogue of Life.